# Mikkel Mortensen
Mikkel Mortensen (8 augustus 1988) is een Deens wielrenner. Zijn hoogste resultaat was een derde plaats bij de Tour du Pays Courvillois GC in 2011 en een derde plaats bij het Nationale Kampioenschap 2010 in Randers in 2010.